# 木下春奈
木下春奈（日语：木下 春奈，1998年6月9日—）是日本女性Youtuber，為女子偶像團體NMB48前成員，大阪府出身。

## 經歷

### 加入NMB48後
2010年
- 9月20日，參加「NMB48一期生徵選會」合格（參加總數7,256名、最終合格者26名）。
- 10月9日，於AKB48演唱會「東京秋祭」中和其他的26名合格者首次登場，以NMB48身分正式出道。
- 10月17日，參加神戶國際會館SKE48的第一場「SKE48 コンサート『汗の量はハンパじゃない』」最終公演演出。
- 12月18日，在當日於大阪京瓷巨蛋舉辦的「AKB48 Beginner【通常盤】全國握手會活動「AKB48祭典」powered byネ申電視」中，以NMB48第1期研究生25名成員之一的身分進行突擊現場演出，並演唱《想見你》。

2011年
- 1月1日，大阪市難波NMB48劇場「NMB48 1期生「为了谁」」公演開始，並且以選拔成員16人之中的其中之一成員於劇場出道。
- 3月10日，成為NMB48第1期25名研究生中16人的其中之一，一期生中最年少者，組成Team N。[1]

2014年
- 2月24日，於「AKB48集團大組閣祭 ～時代在變。但是，我們也只能往前邁進！～」發表從Team N調至Team BII。[2]

2016年
- 9月17日，於劇場公演發表畢業。[3]
- 10月21日，於NMB48劇場舉辦畢業公演。[4]
- 10月23日，在大阪舉行個人握手會，正式從NMB48畢業[5]。

### 自NMB48毕业後
2017年4月，進入大阪觀光大學繼續學業。
2018年6月，和一般男性結婚，並移居新加坡。2019年6月7日，長子出生。
2020年3月1日，開設YouTube頻道 。

## 人物

### 特徵性格
有兩個姐姐和一個弟弟，為家中三女。特技是舞蹈。與趣是看書、音樂鑑賞、拼圖。喜歡的食物是苺。

### NMB48相關
- 與NMB48關係友好的成員有白間美瑠、森彩華、山本彩。與SKE48關係友好的成員有石田安奈、木本花音、向田茉夏、高柳明音、中西優香、今出舞。
- 在NMB48中首推門脇佳奈子[11]。在AKB48中首推高城亜樹、板野友美。在SKE48中首推木本花音。
- 在NMB48的2期生中首推西澤瑠莉奈[11]。

## 參加歌曲演出

### 單曲CD選抜曲
NMB48
|      | 發行日期       | 單曲名稱             | 參與歌曲名稱         | 名義             | 收錄於        | MV | 備註   |
| ---- | -------------- | -------------------- | -------------------- | ---------------- | ------------- | -- | ------ |
| 1st  | 2011年7月20日  | 絕滅黑髮少女         | 青春的單圈時間       | Team N           | Type-A        |    |        |
| 1st  | 2011年7月20日  | 絕滅黑髮少女         | 我輸了的夏天         | 白組             | Type-B        | ★  |        |
| 1st  | 2011年7月20日  | 絕滅黑髮少女         | 三日月的背影         |                  | 劇場盤        |    |        |
| 2nd  | 2011年10月19日 | Oh My God!           | 我在等待             |                  | 除劇場盤      |    |        |
| 2nd  | 2011年10月19日 | Oh My God!           | 結晶                 | 白組             | Type-A 劇場盤 | ★  |        |
| 2nd  | 2011年10月19日 | Oh My God!           | 為什麼、偶像         |                  | 劇場盤        |    | Center |
| 3rd  | 2012年2月8日   | 純情U-19             | 努力的水滴           | 白組             | Type-A 劇場盤 | ★  |        |
| 4th  | 2012年5月9日   | 海岸邊最可愛的女孩！ | 不講理的一球         | Under Girls      | 除劇場盤      |    |        |
| 4th  | 2012年5月9日   | 海岸邊最可愛的女孩！ | 最後的淨化           | 白組             | 劇場盤        | ★  |        |
| 5th  | 2012年8月8日   | Virginity            | 妄想女朋友           |                  | 除劇場盤      | ★  |        |
| 6th  | 2012年11月7日  | 北川謙二             | 戀愛被害屆           | 紅組             | Type-B 劇場盤 | ★  |        |
| 7th  | 2013年6月19日  | 我們的發現           | 傳不到的傳達物       |                  | 除劇場盤      |    |        |
| 7th  | 2013年6月19日  | 我們的發現           | 臼齒                 | 白組             | 劇場盤        | ★  |        |
| 8th  | 2013年10月2日  | 大蔥鴨們             | 在傾盆暴雨的青春之中 | 白組             | Type-A 劇場盤 | ★  |        |
| 9th  | 2014年3月26日  | 高山上的蘋果         | 舞會上的戀人         | 白組             | Type-A 劇場盤 | ★  |        |
| 10th | 2014年11月5日  | 真不像我             | 不想成為偶像明星     | Team BII         | Type-C 劇場盤 | ★  |        |
| 11th | 2015年3月31日  | Don't look back!     | 畢業旅行             | 一期生           | 除限定盤      |    |        |
| 11th | 2015年3月31日  | Don't look back!     | Romantic Snow        | Team BII         | Type-C        | ★  |        |
| 11th | 2015年3月31日  | Don't look back!     | 尼采前輩             | 難波鐵砲隊其之六 | 限定盤 劇場盤 | ★  |        |
| 12th | 2015年7月15日  | 榴槤少年             | 寫下心中的文字       | Team BII         | Type-C        | ★  |        |
| 13th | 2015年10月7日  | Must be now          | 肚餓時別戀愛         | Team BII         | Type-C        | ★  |        |
| 14th | 2016年4月27日  | 輕咬少女             | 渡輪                 | Team BII         | Type-C        | ★  |        |
| 15th | 2016年8月3日   | 我不在               | 妄想Machine3號機     | Team BII         | Type-C        | ★  |        |

AKB48
|      | 發行日期       | 單曲名稱 | 參與歌曲名稱 | 名義          | 收錄於 | MV | 備註 |
| ---- | -------------- | -------- | ------------ | ------------- | ------ | -- | ---- |
| 27th | 2012年8月29日  | 格子花紋 | 那一天的風鈴 | Waiting Girls | 劇場盤 |    |      |
| 38th | 2014年11月26日 | 希望無限 | Ambulance    | 百合組        | Type-B | ★  |      |

### 專輯CD選抜曲
NMB48
|     | 發行日期      | 專輯名稱                        | 參與歌曲名稱                   | 名義     | 收錄於        | 備註 |
| --- | ------------- | ------------------------------- | ------------------------------ | -------- | ------------- | ---- |
| 1st | 2013年2月27日 | 尖端頂點之上!                   | 尖端頂點之上!                  |          | 全版本        |      |
| 1st | 2013年2月27日 | 尖端頂點之上!                   | Lily                           | Team N   | Type-N 劇場盤 |      |
| 2nd | 2014年8月13日 | 世界的中心是大阪 ～難波自治區～ | 「別在意學生手冊的照片」的法則 |          | 全版本        |      |
| 2nd | 2014年8月13日 | 世界的中心是大阪 ～難波自治區～ | 輸給了你                       | Team BII | Type-B        |      |

AKB48
|     | 發行日期      | 專輯名稱   | 參與歌曲名稱      | 名義                    | 收錄於 | 備註 |
| --- | ------------- | ---------- | ----------------- | ----------------------- | ------ | ---- |
| 3rd | 2011年6月8日  | 就是在這裡 | 就是在這裡        | AKB48+SKE48+SDN48+NMB48 | 全版本 |      |
| 4th | 2012年8月15日 | 1830m      | 藍天 不會寂寞嗎？ | AKB48+SKE48+NMB48+HKT48 | 全版本 |      |

### 劇場公演單曲
TeamN 1st Stage「為了誰」公演
1. 用飛吻擊落他!
2. 制服真礙事

## 出演

### 電視
- Docking48（2011年4月19日 - ，關西電視台）
- AKB和××!（2011年4月21日 - 選抜成員，讀賣電視台）
- 難波撫子（2011年7月12日 - 12月28日，日本電視台）

## 外部連結
- NMB48個人介紹頁（日語）
- NMB48官方部落格「木下春奈」（日語）
- 木下春奈的Google+（日語）
- 木下春奈的Instagram帳戶（日語）
- 木下春奈的X（前Twitter）（2015年5月21日 - ）（日語）
- YouTube上的木下春奈頻道（日語）